# Die Karte meiner Träume (Film)
Die Karte meiner Träume (Originaltitel: The Young and Prodigious T.S. Spivet) ist eine französisch-kanadische Co-Produktion von Jean-Pierre Jeunet, die auf der Romanvorlage von Reif Larsen basiert.

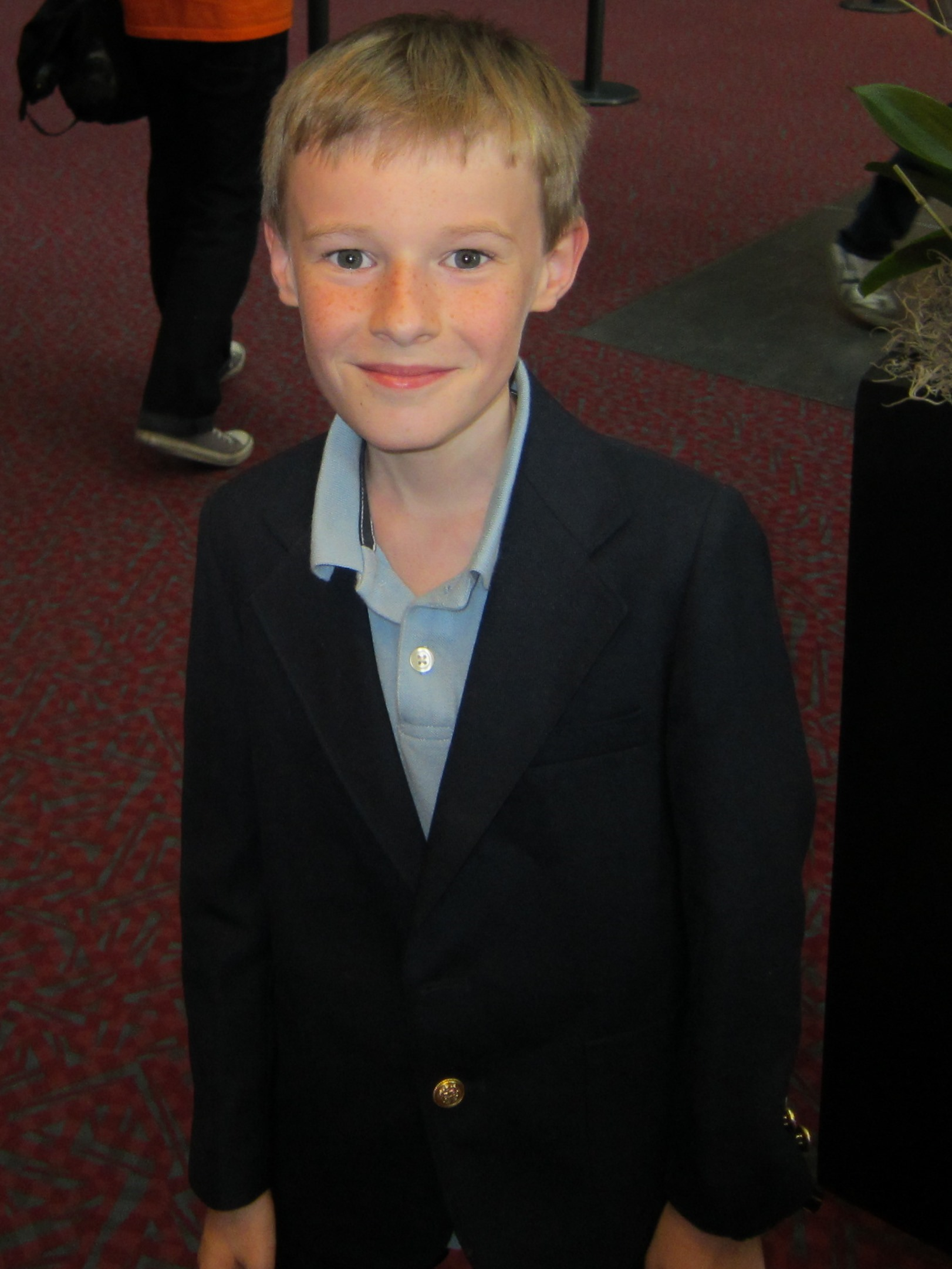
Hauptdarsteller Kyle Catlett auf dem Filmfest München 2014.

## Handlung
Der zehnjährige Tecumseh Sparrow "T.S." Spivet lebt mit seiner Familie auf einer Ranch im US-Bundesstaat Montana. Seine Mutter ist Insektenforscherin, sein Vater ein aus der Zeit gefallener Cowboy, und seine 14-jährige Schwester träumt davon, Miss America zu werden. Sein ungleicher Zwillingsbruder ist ein Jahr zuvor bei einem gemeinsamen Experiment mit einem Gewehr in der heimischen Scheune ums Leben gekommen. Über dieses Ereignis wird in der Familie nicht gesprochen. T.S. ist ein Wunderkind mit einer Leidenschaft für Kartografie und wissenschaftliche Erfindungen. Eines Tages erhält er einen Anruf von der Smithsonian Institution, die ihm mitteilt, dass ihm für seine Erfindung eines Perpetuum mobile der renommierte Baird-Preis verliehen werden soll und dass er aus diesem Anlass zu einem Empfang eingeladen wird, auf dem er eine Rede halten soll. Ohne jemandem davon zu erzählen, stiehlt er sich von zu Hause fort. 
T.S. reist auf einem Güterzug als blinder Passagier nach Washington, D.C., um den Preis entgegenzunehmen. Auf der Fahrt durch die USA, durch Wyoming, Nebraska, Chicago, entkommt er mit List und Geschick einige Male dem Sicherheitspersonal. Zudem trifft er einen Landstreicher, der ihm die Geschichte erzählt, weshalb Laubbäume im Winter ihre Blätter verlieren. Den Gedanken daraus, dass jeder „seinen Baum“ finden kann, wird T.S. später weiter verbreiten. In Washington angekommen, erzählt er in seiner Rede in rührender Weise vom Tod seines Bruders und über seine Schuldgefühle. In der Folge entwickelt sich ein Medienrummel um ihn und er wird im Fernsehen in einer Talkshow präsentiert. Seine Eltern tauchen auf, zu denen sich die vorher bestehende Entfremdung löst.

## Produktion
Die Außenaufnahmen bei der Ranch wurden in der kanadischen Provinz Alberta bei Calgary gedreht. Die Studioaufnahmen entstanden in Montreal. Die Zugreise wurde an diversen Drehorten in Kanada und den USA gefilmt.
Die Erstaufführung erfolgte am 28. September 2013 beim Festival Internacional de Cine de San Sebastián. In Deutschland kam der Film am 10. Juli 2014 in die Kinos.
Es werden immer wieder Fantasiesequenzen sowie die animierten Zeichnungen von T.S. eingeblendet, bei denen 3D-Effekte zum Einsatz kommen.

## Kritik
Das Lexikon des internationalen Films schreibt: "Visuell überbordende, ebenso poetisch-verschrobene wie naiv-philosophische Adaption eines außergewöhnlichen Jugendromans, in dem sich der Junge von seiner Herkunft sowie der Hauptstadt-Hysterie emanzipieren muss. Die familiären Konflikte werden dabei vielleicht etwas zu leichtfertig gelöst, insgesamt aber fesselt das komplexe Drama, nicht zuletzt auch durch den poetischen Einsatz von 3D."

## Auszeichnungen
Bei der 39. César-Verleihung wurde Die Karte meiner Träume für die „beste Kameraarbeit“ ausgezeichnet.

## Veröffentlichungen
- 2014 veröffentlichte DCM den Film auf DVD und Blu-ray (3D und 2D). Die Blu-ray enthält u. a. die 79-minütige Dokumentation Eine Reise im Zug der Fantasie über die Entstehung des Films.
- Als kostenloser Stream auf filmfriend.de[7]